# ارين كار
ارين كار (بالإنجليزية: Warren Carr)‏ هو كاتب أغاني وعازف بيانو أسترالي، ولد في 1939، وتوفي في 1993 بسبب نوبة قلبية.